# Robert Jacobsen
Robert Julius Tommy Jacobsen (n. 4 iunie 1912, Copenhaga – d. 26 ianuarie 1993, Tågelund) a fost un sculptor și pictor danez.
A trăit în Franța între 1947 - 1969. Între 1962 - 1981 a fost profesor la Kunstakademie der Bildenden Künste, München. În 1969 s-a mutat la Tågelund, vestul Egtved-ului, Danemarca. Între 1976 și 1985 a fost profesor la Academia Regală daneză de Artă, Copenhaga. Între 1986 și 1991 a lucrat cu Jean Clareboudt la crearea unei sculpturi în parcul Tørskind Gravel Pit near Egtved and Vejle. A murit în 1993 la el acasă în Tågelund.
Arta lui Robert Jacobsen este prezentată în următoarele muzee:
- Musee d'Art Wallon (Liege, Belgia)
- Museo de Arte Moderna (São Paulo, Brazilia)
- Von der Heydt Museum (Wuppertal, Germania)
- Wilhelm Hack Museum (Ludwigshafen, Germania)
- Lembruck Museum (Duisburg, Germania)
- Sculptors Museum (Glaskasten, Marl, Germania)
- "Kunsthalle" exhibition hall Kiel (Kiel, Germania)
- Neue Pinakothek, (München, Germania)
- town gallery Lenbachhouse (München, Germania)
- "Kunsthalle" exhibition hall Emden donation Henri Nannen (Emden, Germania)
- Didrichsenin taidemuseo (Helsinki, Finlanda)
- Musee National d'Art Modern (Paris, Franța)
- Centre Pompidou (Paris, Franța)
- Musee de Peinture et de Sculpture (Grenoble, Franța)
- Musee des Beaux-Art (Rennes, Franța)
- Fond National d'Art Contemporain (Franța)
- Musee Rodin Paris (Franța)
- Stedelijk Museum (Amsterdam, Olanda)
- Kröller-Müller Museum (Otterlo, Olanda)
- Nationalgalerie (Oslo, Norvegia)
- Moderna Museet (Stockholm, Suedia)
- Musee des Beaux-Art (La Chaux-de-Fonds, Elveția)
- Magyar Nemzeti Muzeum (Budapest, Ungaria)
- Museum of Art, Carnegie Institute (Pittsburgh, SUA)
- Hirshhorn Museum and Sculpture Garden (Washington, SUA)
- Fondation Herzog (New York, SUA)
- Carnegie Institute (Philadelphia, SUA)

1. 1 2  Robert Jacobsen, SNAC, accesat în 9 octombrie 2017
2. ↑  Robert Jacobsen (în engleză), Benezit Dictionary of Artists
3. ↑  Robert Jacobsen, Opća i nacionalna enciklopedija
4. 1 2  Robert Jacobsen, Find a Grave, accesat în 9 octombrie 2017
5. ↑  Robert Jacobsen, Enciclopédia Itaú Cultural, accesat în 9 octombrie 2017
6. 1 2  Find a Grave, accesat în 30 iunie 2024
7. ↑  The Fine Art Archive, accesat în 1 aprilie 2021
8. ↑  RKDartists, accesat în 23 august 2017
9. ↑  Robert Jacobsen, Kunstindeks Danmark, accesat în 9 octombrie 2017
10. 1 2 3  Weilbachs Kunstnerleksikon[*] Verificați valoarea |titlelink= (ajutor)
11. ↑  Gravsted.dk
12. ↑  Autoritatea BnF, accesat în 10 octombrie 2015
13. 1 2 3  Dansk Biografisk Leksikon, 3. udgave
14. ↑  Håndværkerforeningens ærespris: Æreshåndværker (în daneză), accesat în 9 iulie 2023